# Chilostigmodes forcipatus
Chilostigmodes forcipatus là một loài Trichoptera trong họ Limnephilidae. Chúng phân bố ở miền Cổ bắc.